# Закладка (альпинизм)

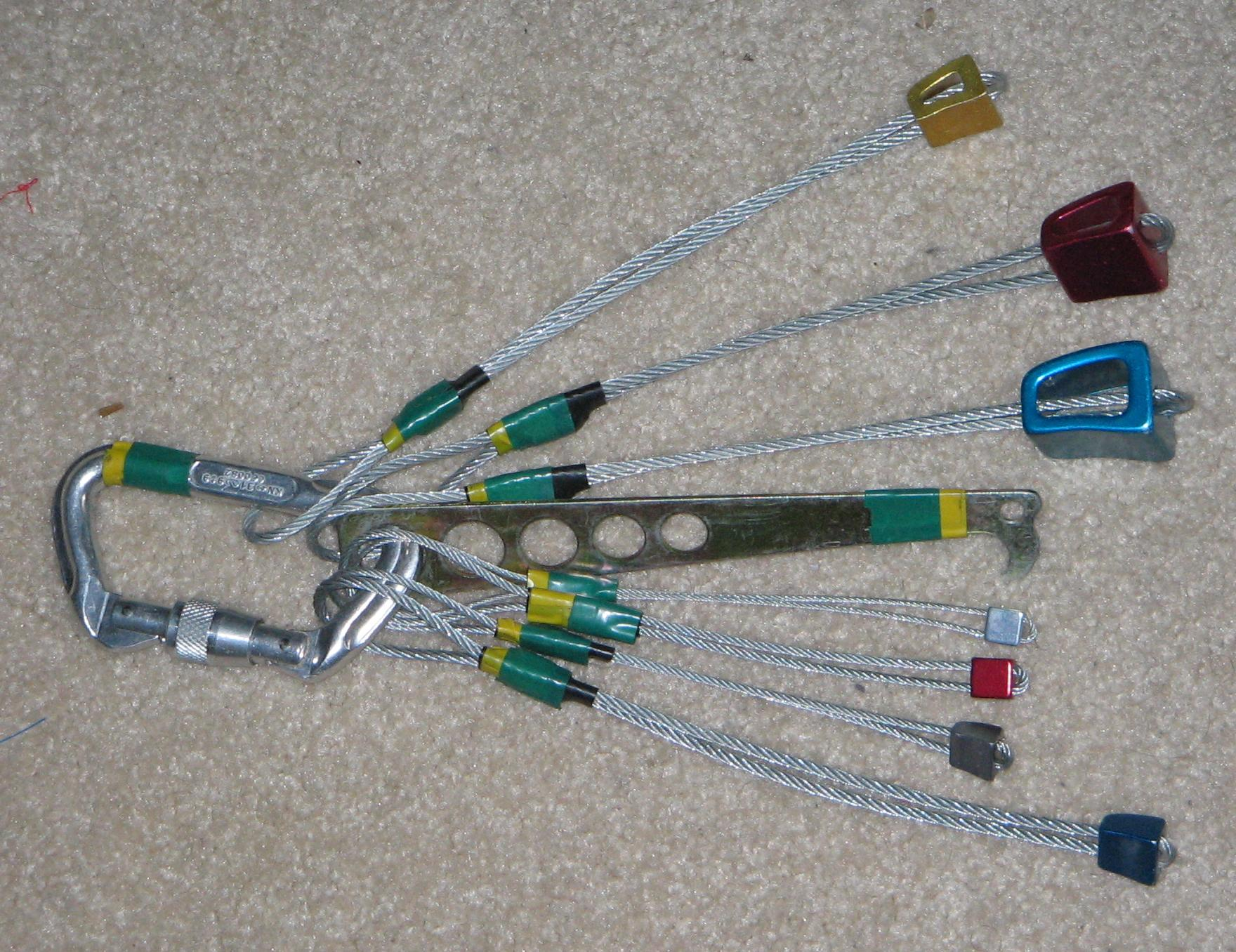
Закладки разных размеров и приспособление для снятия закладок

Закла́дка — приспособление, применяемое в альпинизме и скалолазании для организации страховки.

## Виды закладок

### Стопперы
Стопперы изготавливают из металла (в основном из алюминия) в форме трапецеидальной призмы с углами между противоположными гранями 7°…15° (такие углы чаще всего встречают в скальных трещинах), иногда с полым отверстием внутри. Сквозь призму продет стальной трос в форме петли для карабина. В последнее время появились стопперы с изогнутой рабочей поверхностью — они надёжнее схватывают в трещинах. Стопперы имеют различные размеры для щелей — от 0,5 до 5 см шириной.

### Гексагональные скальные закладки
Существуют также гексагональные скальные закладки (гексы). Они представляют собой шестигранник с гранями разного размера. В результате закладка имеет не 2, а 3 пары рабочих граней заклинивания разных размеров. Гексагональные закладки применяют на более широких трещинах (до нескольких сантиметров). 3 пары граней предназначены для трещин разного размера, и заполняют непрерывно конкретный диапазон ширины трещин. Набор нескольких гексагональных закладок позволяет обеспечить точку страховки на достаточно большом диапазоне ширины трещин.

### Copper Head
Для прохождения стен с мелкими глухими трещинами используют коперхеды (от англ. copper head — буквально «медная голова») — закладки из мягкого и вязкого металла (медь, алюминий), которые напрессованы на трос (монокабель или петлю). Коперхеды забивают скальным молотком, часто при этом расплющивают, так что не всегда их можно вынуть из трещины.

### Френды
Френды — наиболее совершенные и удобные скальные закладки для крупных трещин (шириной до нескольких сантиметров). Френд является достаточно сложным устройством. Его рабочие элементы представляют собой эксцентрики, закреплённые на одной оси. Один френд может работать на трещинах, различающихся по ширине в 1.5-2 раза. Его вставляют в трещину одной рукой и он заклинивается автоматически.

## Рекомендации использования
Закладки, поставленные в вертикальные трещины, считаются одним из самых надёжных приспособлений для страховки на скалах. Основная тонкость применения в том, что закладка — очень надёжна при нагрузках, направленных вниз. При нагрузках, направленных наружу (например, промежуточные точки страховки), а также в горизонтальных трещинах закладки могут вылететь.
Чтобы предотвратить вылетание закладок, можно применить следующие меры:
- Подбить закладку молотком (непопулярная мера, портит закладку, после этого её трудно вытащить, но зато очень эффективная). Используют только в крайнем случае
- Сильно дёрнуть за закладку, после того, как она уже установлена, этим она заклинивается в трещине и не выскакивает при боковых нагрузках. Самый распространённый приём
- Повесить на закладку дополнительную оттяжку или карабин. Широко применяют, но приводит к дополнительному расходу снаряжения
- Поставить ещё одну закладку, которая действует в противоположном направлении (оппозиционные системы). Эти точки блокируют друг друга и их используют вместе. При этом повышают надёжность. Недостатки — дополнительный расход снаряжения и времени на установку точки страховки

Закладки не разрешают использовать в качестве верхней базы. В крайних случаях можно использовать 2 закладки, которые действуют в противоположных направлениях.